# Правительство Румынии
Правительство Румынии (рум. Guvernul României) — главный орган исполнительной власти Румынии, обеспечивающий реализацию внутренней и внешней политики страны и осуществляющий общее руководство публичной администрацией. Важным и сопутствующим элементом работы Правительства является подготовка решений и ордонансов. При осуществлении своих полномочий Правительство сотрудничает с заинтересованными общественными учреждениями. Обладает правом законодательной инициативы.
Главой правительства Румынии является премьер-министр.

## Общие сведения
После консультации с партией, имеющей численное большинство, вносится в Парламент Президентом и должна быть утверждена в течение 10 дней. После утверждения обеими палатами Парламента его кандидатуры, состава кабинета и программы действий, каждый член кабинета приносит перед Президентом торжественную присягу на верность Богу, Конституции и народу.
Клянусь посвятить все свои силы и умение духовному и материальному процветанию румынского народа, соблюдать Конституцию и законы страны, защищать демократию, основные права и свободы граждан, суверенитет, независимость, единство и территориальную целостность Румынии. Да поможет мне Бог!
Если этого не происходит по причине не утверждения и объявления вотума недоверия, Президент вправе ещё раз внести неутверждённую кандидатуру или новую кандидатуру на должность премьер-министра. Если и в этот раз Парламент не утверждает её, то он его распускает и назначает новые выборы в Парламент.
С момента утверждения Правительства, каждый член кабинета официально осуществляет свой мандат. Он несовместим с деятельностью в другой ветви власти и предпринимательстве. Считается действительным до официальных итогов следующих парламентских выборов. Прекращение мандата происходит в случае отставки, отзыва, утраты избирательных прав, состояния несовместимости, смерти, а также в других случаях, предусмотренных законом. Правительство несёт политическую ответственность за свою деятельность только перед Парламентом. Перед ним оно отчитывается о проведённой работе на специальном для этого предназначенном заседании. Парламент может поставить вопрос о недоверии Правительству путём принятия соответствующей резолюции на общем собрании палат. Правительство может принять на себя ответственность и представляет новую программу или, как промежуточный вариант, законопроект. Если эта мера не проходит голосование, Правительство отправляется в отставку.

## История
С 22 декабря 2008 года по 6 февраля 2012 года премьер-министром Румынии являлся Эмиль Бок, ушедший в отставку после массовых выступлений в стране.
Временным премьером-министром Румынии назначен бывший министр юстиции Кэтэлин Предою. 9 февраля 2012 года по 7 мая 2012 года премьер-министром был Михай Рэзван Унгуряну. После объявления вотума недоверия правительству Унгуряну, последовавшего 27 апреля 2012 года, правительство ушло в отставку. Новое правительство сформировал социалист Виктор Понта. За три года его руководства правительство пережило четыре формирования. Ушёл в отставку 4 ноября 2015 года. Преемником его на посту премьер-министра стал бывший министр сельского хозяйства Дачиан Чолош. 17 ноября его правительство было приведено к присяге после утверждения в парламенте.
С 29 июня 2017 года по 16 января 2018 года действовало правительство под руководством премьер-министра Михая Тудосе. В состав правительства входило 27 министров, 3 из них были возведены в ранг вице-премьеров.
Правительство Людовика Орбана действовало с 4 ноября 2019 года по 5 февраля 2020 года.
Правительство Флорина-Василе Кыцу действовало с 23 декабря 2020 года по 25 ноября 2021 года.
С 25 ноября 2021 года по 12 июня 2023 года действовало правительство Николае Чукэ.

## Состав
С 15 июня 2023 года действует правительство под руководством премьер-министра Марчела Чолаку. Состав правительства:
| Пост                                                    | Имя                     | Период полномочий | Партия |
| ------------------------------------------------------- | ----------------------- | ----------------- | ------ |
| Премьер-министр                                         | Марчел Чолаку           | с 15 июня 2023    | СДП    |
| Вице-премьер                                            | Мариан Някшу            | с 15 июня 2023    | СДП    |
| Вице-премьер                                            | Кэтэлин Предою          | с 15 июня 2023    | НЛП    |
| Министр внутренних дел                                  | Кэтэлин Предою          | с 15 июня 2023    | НЛП    |
| Министр иностранных дел                                 | Луминица Одобеску       | с 15 июня 2023    | НЛП    |
| Министр транспорта и инфраструктуры                     | Сорин Гриндяну          | с 15 июня 2023    | СДП    |
| Министр сельского хозяйства и развития сельских районов | Флорин Барбу            | с 15 июня 2023    | СДП    |
| Министр национальной обороны                            | Ангел Тылвэр            | с 15 июня 2023    | СДП    |
| Министр исследований, инноваций и оцифровки             | Богдан-Груя Иван        | с 15 июня 2023    | СДП    |
| Министр культуры                                        | Ралука Туркан           | с 15 июня 2023    | НЛП    |
| Министр развития, общественных работ и управления       | Адриан Вештя            | с 15 июня 2023    | НЛП    |
| Министр экономики, предпринимательства и туризма        | Штефан-Раду Опря        | с 15 июня 2023    | СДП    |
| Министр образования                                     | Лиджия Дека             | с 15 июня 2023    | НЛП    |
| Министр энергетики                                      | Себастьян Бурдужа       | с 15 июня 2023    | НЛП    |
| Министр финансов                                        | Иоан-Марчел Болош       | с 15 июня 2023    | НЛП    |
| Министр инвестиций и европейских проектов               | Адриан Кычиу            | с 15 июня 2023    | СДП    |
| Министр юстиции                                         | Алина Горгиу            | с 15 июня 2023    | НЛП    |
| Министр труда и социальной солидарности                 | Мариус-Константин Будай | с 15 июня 2023    | СДП    |
| Министр окружающей среды, водного и лесного хозяйства   | Мирча Фекет             | с 15 июня 2023    | НЛП    |
| Министр здравоохранения                                 | Александру Рафила       | с 15 июня 2023    | СДП    |
| Министр по делам семьи, молодёжи и равных возможностей  | Габриэла Фиря           | с 15 июня 2023    | СДП    |
| Генеральный секретарь правительства                     | Мирча Абрудян           | с 15 июня 2023    | НЛП    |